# أحمد مرزوق
أحمد مرزوق: هو شاعر غنائي مصري في العقد الأول للقرن الواحد والعشرين وواحد من أشهر الشعراء المصريون في التأليف الغنائي، وله شعر بالفصحى. قام مرزوق بتأليف العديد من الأشعار لأبرز المطربين في مصر والعالم العربي من أشهرهم: إليسا، شيرين، محمد منير، أصالة، الشاب خالد، ونانسي عجرم.

## أعماله
- إليسا: فاكر، بطلي تحبيه، هتسبني.
- شيرين عبد الوهاب: مشاعر.
- الشاب خالد: ماس ولولى.
- نانسي عجرم: في حاجات.
- محمد منير: مش لايق عليا، لولا الحكومة، طاق طاقية.
- بهاء سلطان: عاللى بيحصلى.
- زيزي عادل: عارف أنا جية ليه.
- أصالة: منازل.
- فارس: بنت بلادي، حلوة، بحبك وبموت فيك.
- مايا نصري: حبة حب.
- شاندو: عبد الهادي.
- سميرة سعيد: بحس بأمان.
- مصطفى قمر: حركات، يا شوق يا شوق، هي.
- رامي جمال: البرد.
- خالد سليم: أستاذ الهوى.
- تامر حسني: ابن البلد.
- مشاري العفاسي: الله الله يامصر.
- جوزيف عطية: حلوة.
- شيرين وجدي: أنا بحبك.
- حسن الأسمر: أدلع يحلو.
- جوانا ملاح: قلبك عرف الغرام.
- أماني السويسي: الليله ليلتي.